# Celtic metal
Celtic metal je jeden ze subžánrů folk metalu, který se objevil v 90. letech 20. století v Irsku. Kombinuje tradiční keltskou hudbu s heavy metalem. Průkopníky žánru byly irské kapely Cruachan, Primordial a Waylander. S rostoucí oblibou žánru se časem rozšířil i za irské hranice a dnes ho hraje mnoho ostatních kapel.
Celtic metal se podobně jako vlastní folk metal často míchá s jinými metalovými žánry, například s black metalem, doom metalem či death metalem.
Mimo klasické nástroje heavy metalu se používají nástroje jako housle, flétna, dudy, bodhrán, niněra či mandola.
Některé známější skupiny: Aes Dana, Cruachan, Devil in the Kitchen, Eluveitie, Geasa, Mael Mordha, Mägo de Oz, Primordial, Runecaster, Suidakra, Tuatha de Danann, Waylander